# 도조정 (히로시마현)
도조정(일본어: 東城町)은 일본 히로시마현 히바군의 북동부에 있던 정이다.
헤이세이의 대합병에서 단독마을제 존속이냐 합병이냐를 놓고 갈등을 빚은 끝에 같은 히바군 사이조정, 구치와정, 다카노정, 히와정, 고누군 소료정과 함께 쇼바라시와 합병하는 길을 선택해 2005년 3월 31일 이 1시 6정이 다시 설치된 쇼와라시로 전환되면서 동시에 히바군도 소멸하였다.

## 역사
- 1889년 4월 1일 - 정촌제 시행으로 도조촌 및 5개 촌이 성립하였다.
- 1898년 2월 10일 - 정으로 승격해 도조정이 되었다.

## 교통

### 철도
- 서일본 여객철도
  - 게이비 선

### 도로
- 주고쿠 자동차도
- 국도 제182호선
- 국도 제314호선 (일본)(일본어판)